# 攝錄
攝錄（中國大陸稱錄像，台灣稱錄影），是以攝錄機拍攝活動的影像之行為。持攝錄機拍攝的人物，都被通稱為攝影師，他與拍攝硬照相片的，也是同名為「攝影師」，不過技巧也各有不同的專業，例如長鏡頭、蒙太奇，後期製作、配音、剪接等。

## 器材
一般來說，拍攝器材只需要腳架及簡單燈光，拍攝高質素影片或是用作商業用途，器材便可能需要用到例如路軌、收音設備等，多部攝錄機及鏡頭等等。

## 相關
- 錄影機或錄像機
- 手機
- 象素
- YouTube
- 錄影帶
- DVD
- NG片段

## 外部連結
- （页面存档备份，存于）（DCFever 一般攝錄技巧)
- Banana Portal 接蕉喇 （页面存档备份，存于）（香港攝錄freelance 服務指南)
- Myskill （页面存档备份，存于）（myskill 攝錄freelance)
- （页面存档备份，存于）（kjm 攝錄freelance)
- （页面存档备份，存于）（price.com 攝錄器材公開價錢)